# Canut, ein Trauerspiel
Canut, ein Trauerspiel ist eine gereimte historische Tragödie in Versen von Johann Elias Schlegel in 5 Akten. Erstmals veröffentlicht 1746 in Kopenhagen und Friedrich dem V. von Dänemark gewidmet.

## Inhaltsangabe
Zu Beginn des Stückes kehren Ulfo und Estrithe auf Estrithes Wunsch hin nach Kopenhagen zurück. Ulfo hat Canuts Heer eine schwere Niederlage zugeführt, als er mit einer List eine große Schar von Canuts Kriegern auf eine Brücke drängen konnte, die daraufhin einstürzte. Seine damaligen norwegischen und schwedischen Verbündeten sind tot, und Estrithe versucht, mit Canut eine Versöhnung zu finden. Die Zuschauer erfahren, dass Estrithe vor allem aus Pflichtgefühl ihrem Bruder Canut gegenüber zu Ulfo hält, denn durch einen von Ulfo missbrauchten Brief Canuts glaubt sie, Canut habe ihre Verbindung mit Ulfo gewünscht.
Ulfo beweist durch sein Vorgehen ein unbändiges Verlangen nach Ruhm und Ehre und schreckt vor keinem Mittel zurück. Er verbreitet Lügen über Godewin, den früheren Geliebten Estrithes, um diesen zu einem Duell herauszufordern. Ulfo gewinnt, schenkt aber Godewin das Leben, um bei Canut und Estrithe zu punkten. Canut, gutmütig ad absurdum, will Ulfo zu Ruhm verhelfen und schickt ihn mit Godschalk, einem slawischen Prinzen, der sich an den Mördern seines Vaters rächen will, auf Rachefeldzug. Ulfo sieht seine Entfaltungsmöglichkeiten dadurch aber eingeschränkt und versucht mit Godschalk ein Mordkomplott gegen Canut zu schmieden. Godschalk macht aber nicht mit und verrät Ulfos Pläne bei Canut.
Canut will dem in Haft gesetzten Ulfo ein weiteres Mal vergeben, doch Ulfo will sich nicht vergeben lassen. Schließlich kann er einer Wache ein Schwert entreißen und versucht, Godschalk zu töten, doch dieser kann sich verteidigen und Ulfo stirbt. Das Stück endet damit, dass Canut und Estrithe den verbohrten Ruhmeseifer des Ulfo bedauern: „Doch ach! die Ruhmbegier, der edelste der Triebe, / Ist nichts als Raserei, zähmt ihn nicht Menschenliebe.“ (V.5)
Als die eigentliche Hauptfigur des Stückes muss Ulfo gesehen werden, der durch Eifersucht auf Canuts großes Ansehen ununterbrochen versucht, Canut zu schaden und an die Macht zu gelangen. Canut selber ist eher passiv und bleibt als schier endlos vergebender, „guter König“ eher schemenhaft. Während die zeitgenössische Interpretation in Ulfo einen abgrundtief bösen Menschen sah, der für seine Untaten bestraft wird, tendiert die moderne Interpretation dahin, in Ulfo einen frühen, wenn auch etwas irregeleiteten Stürmer und Dränger zu sehen, der in einer Art irregeleiteten Selbstverwirklichung seinem Ende zustürzt.

## Ausgaben
- Johann Elias Schlegel: Canut, ein Trauerspiel. Hrsg.: Horst Steinmetz. Reclam, Stuttgart 2003, ISBN 3-15-008766-X (Reclams Universal-Bibliothek 8766).